# Cục Công nghiệp an ninh (Việt Nam)
Cục Công nghiệp an ninh (H08) trực thuộc Bộ Công an Việt Nam có chức năng giúp Bộ trưởng Bộ Công an thống nhất quản lý nhà nước về công nghiệp an ninh, doanh nghiệp và đơn vị sự nghiệp công lập có thu, cơ sở sản xuất trong Công an nhân dân.

## Quá trình phát triển
Theo Nghị định số 01/NĐ-CP ngày 6 tháng 8 năm 2018 quy định về chức năng, nhiệm vụ, quyền hạn và cơ cấu tổ chức bộ máy của Bộ Công an. Sau khi giải thể các Tổng cục, Cục Công nghiệp an ninh được thành lập trên cơ sở đổi tên từ Cục Quản lý công nghiệp an ninh và doanh nghiệp trực thuộc Tổng cục Hậu cần-Kỹ thuật trở về trực thuộc Bộ Công an.

## Lãnh đạo hiện nay
- Cục trưởngː Thiếu tướng Lưu Hồng Quảng
- Phó Cục trưởng:

1. Thiếu tướng Trần Văn Doanh
2. Đại tá Trần Quốc Tiến
3. Đại tá Tạ Nguyên Thành
4. Đại tá Phạm Văn Hiệu
5. Đại tá Nguyễn Mạnh Cường

## Tổ chức
- Phòng Tổng hợp (Phòng 1)
- Phòng Kế hoạch - Tài chính (Phòng 2)
- Phòng Quản lý kỹ thuật công nghệ (Phòng 3)
- Phòng Quản lý doanh nghiệp, đơn vị sự nghiệp công lập (Phòng 4)
- Ban Quản lý khu công nghiệp (Ban 5)
- Công ty Bạch Đằng
- Công ty In Ba Đình
- Công ty Thăng Long
- Công ty Nam Triệu
- Công ty 19-5
- Công ty Thanh Bình

## Cục trưởng qua các thời kỳ
- 2015 - 2018: Thiếu tướng Phan Anh Tuấn

- 2018 - 4.2020: Đại tá Nguyễn Duy Toan

- 4.2020 - 12.2022: Thiếu tướng Nguyễn Khắc Cường
- 12.2022 - 3.2025: Thiếu tướng Nguyễn Thanh Trang
- 3.2025 - nay: Thiếu tướng Lưu Hồng Quảng

## Phó Cục trưởng qua các thời kỳ
- Đại tá Đỗ Ngọc Sơn

- Đại tá Vũ Quang Minh

- Đại tá Trần Thanh Nghị

- Đại tá Trần Thế Do